# Spišská Stará Ves
Spišská Stará Ves (deutsch Altdorf oder Altendorf, ungarisch Szepesófalu, polnisch Stara Wieś Spiska, lateinisch Antiqua Villa) ist eine Stadt in der Ostslowakei.

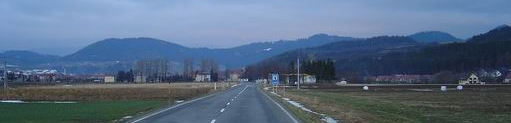
Panorama der Stadt

Sie wurde 1272 zum ersten Mal schriftlich erwähnt und gliedert sich in die Teile Lysá nad Dunajcom (1992 eingemeindet, „Kahlenberg“) sowie Spišská Stará Ves.

## Bevölkerung
| Jahr                | 1994 | 2004    | 2014    | 2024    |
| ------------------- | ---- | ------- | ------- | ------- |
| Anzahl der Personen | 2320 | 2337    | 2267    | 2156    |
| Unterschied         |      | +0,73 % | −2,99 % | −4,89 % |

| Jahr                | 2023 | 2024    |
| ------------------- | ---- | ------- |
| Anzahl der Personen | 2178 | 2156    |
| Unterschied         |      | −1,01 % |

## Söhne und Töchter der Stadt
- Marietta Jonasz-Werndorff (1881–1961), Pianistin des Schönberg-Kreises
- Martin Olejňák (* 1970), Beachvolleyballtrainer
- Juraj Minčík (* 1977), slowakischer Kanute
- Anna Heyer-Stuffer (* 1977), deutsche Verwaltungsjuristin und politische Beamtin